# Felgueiras (Resende)
Felgueiras is een plaats (Freguesia) in Portugal gelegen in de gemeente Resende, in het district Viseu. Het heeft een bevolking van 315 inwoners en een totaal gebied van 8,27 km².
Felgueiras ligt ongeveer 8 km ten zuidoosten van Resende.

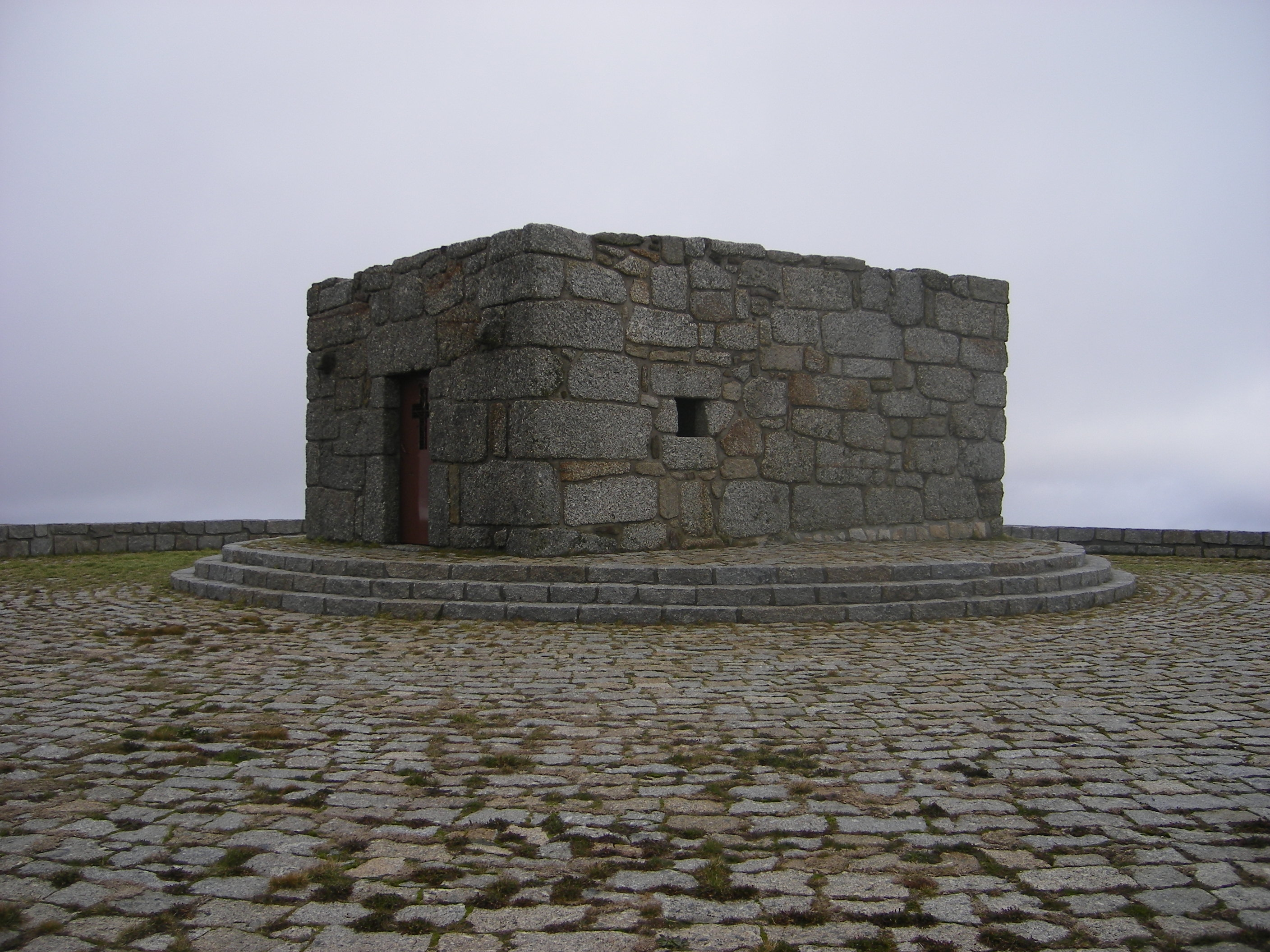
Felgueiras - Capela de São Cristóvão
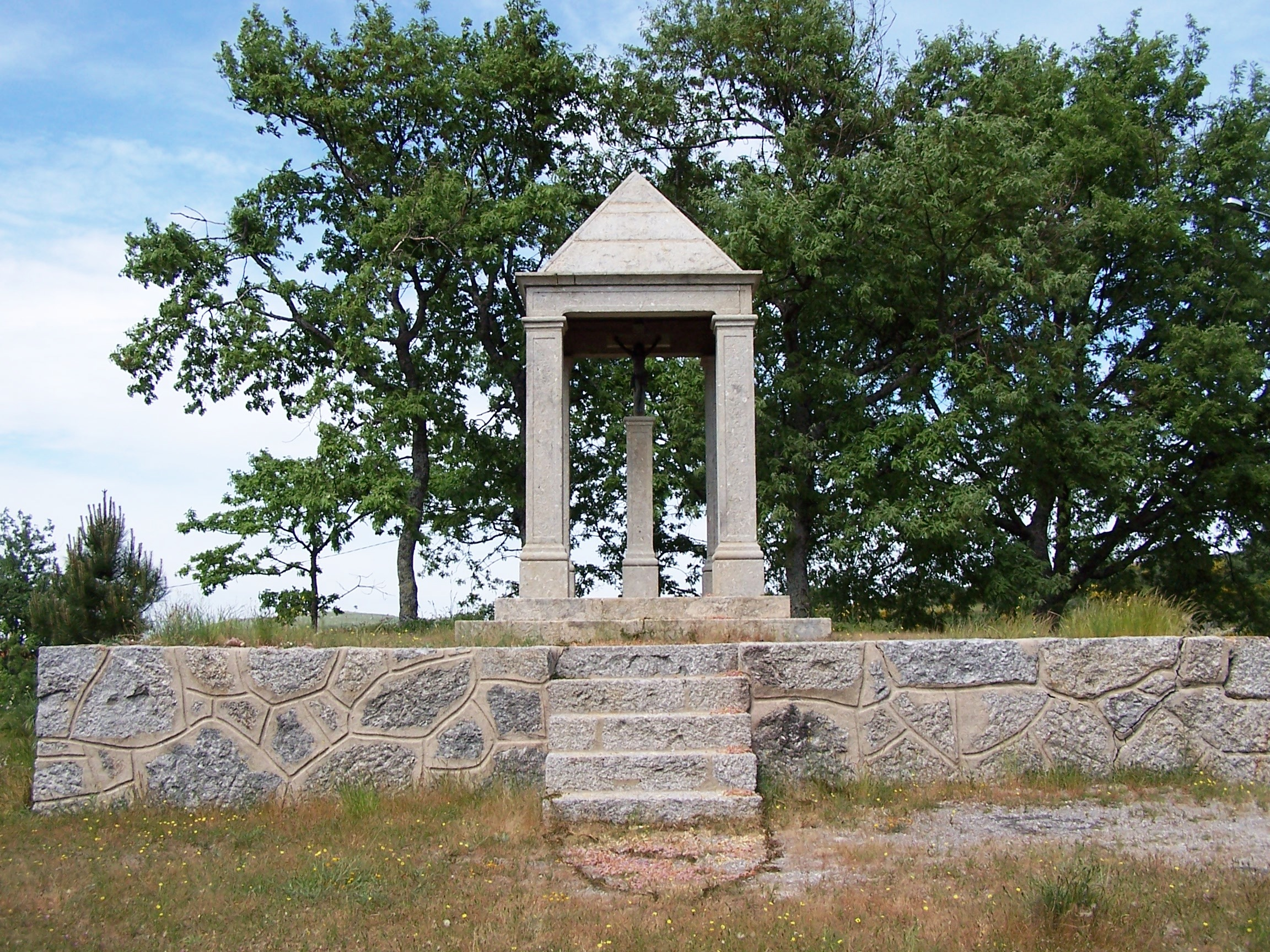
Felgueiras - Senhor dos Aflitos
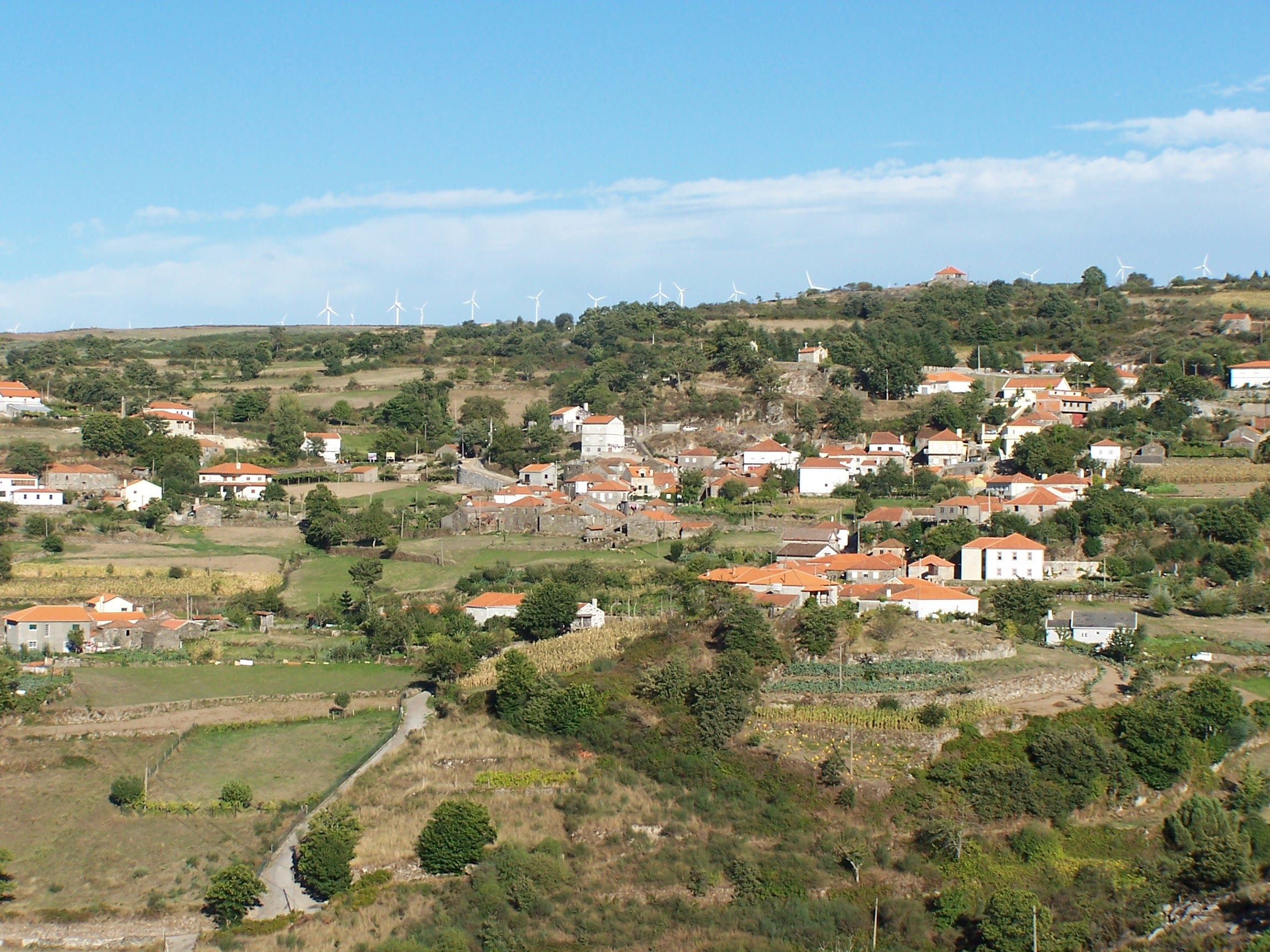
Aldeia de Felgueiras